# José Gaspar
José Gaspar, surnommé Gasparilla, né vers 1756 et mort en 1821, est supposé pirate espagnol.

## Biographie
Il a été marin pour la marine espagnole à bord du Floridablanca.
L'île de Captiva, vient de son nom.
Pirate légendaire, il est célébré chaque année au Gasparilla Pirate Festival de Tampa en Floride.